# Liste der Naturdenkmale in Bilkheim
Die Liste der Naturdenkmale in Bilkheim nennt die im Gemeindegebiet von Bilkheim ausgewiesenen Naturdenkmale (Stand 13. Juni 2024).

## Naturdenkmale
| Nr.         | Bezeichnung | Lage                                        | Beschreibung       | Bild                                    |
| ----------- | ----------- | ------------------------------------------- | ------------------ | --------------------------------------- |
| ND-7143-489 | Alte Linde  | nördlich des Ortes; Flur Altheckerwies Lage | Tilia platyphyllos | Direkt Bild zu diesem Denkmal hochladen |